# Смыслообразование
Смыслообразование — процесс расширения смысловых связей при рассмотрении данного феномена в контексте жизненных отношений человека с миром. При рассмотрении смыслообразования как некой цепочки, смысловыми связями первого порядка будут выступать предметы, подходящие для реализации индивидуальной потребности. Предметы являются смыслообразующим началом по отношению к связям второго порядка, которыми являются цели, к достижению которых будет стремиться человек ради овладения этими предметами. Конечные же цели по отношению к промежуточным имеют смыслообразующую силу и представляют связи третьего порядка и т. д.
Исходя из теории А. Н. Леонтьева, образование смысловых связей заключено в практической деятельности субъекта на пути к реализации тех или иных потребностей. Различные явления и предметы обретают свое место в жизни субъекта, включаясь в структуры смыслового опыта.
Другое определение можно встретить в работе М. Чиксентмихайи, который рассматривает смыслообразование как о внесении порядка в содержание сознания через интеграцию своих действий в единое переживание потока.

## Понятие смысла в психологии
Понятие личностного смысла в отечественной психологии было введено А. Н. Леонтьевым в 1940-х годах, значение этого термина можно раскрыть как индивидуализированное отражение действительности, выражающее отношение человека к тем объектам, ради которых развертывается человеческая деятельность и общение. Данное понятие можно встретить не только в психологии, но и в смежных научных дисциплинах.
Среди других учёных, занимавшихся проблемой смысл образования, можно выделить В. Франкла, в работах и логотерапии которого понятие смысла является ключевым, Дж. Келли с его психологией личностных конструктов, Ю. Джендлина с его феноменологической психотерапией и Р. Харре с его этногенетическим подходом.

### Ключевые элементы
Для определения понятия «смысл», необходимо рассмотреть три элемента, без которых его существование невозможно:
1. Первым элементом является носитель смысла, который и является первым компонентом. Смысл всегда является атрибутом чего-либо, что является его носителем.
2. Вторая особенность смысла заключается в том, что он всегда определяется через более широкий контекст. При его объяснении необходимо выйти за его пределы, рассмотреть в соотнесении с большим количеством информации, частью которой он и является. Если мы хотим понять смысл конкретной фразы — мы должны выйти за ее пределы, рассмотреть текст в целом.
3. Третий элемент — это качественная связь носителя с контекстом, благодаря которой он и приобретает тот или иной смысл.

Логика процессов смыслообразования далеко не однозначна, что можно проиллюстрировать на примере верующего человека. Для одного верующего человека смысл жизни заключен в том, чтобы достойно предстать перед Богом на Страшном суде, для этого необходимо соблюдение всех заповедей, глубокая вера. А для другого верующего человека важна не обрядность и соблюдение всех предписаний религии, а скорее сами поступки, которые он совершает на своем жизненном пути.

## Влияние культурного контекста на смыслообразование
Смыслообразующий контекст в жизни каждого человека задается его культурным окружением. Однако, стоит различать культуру в ее традиционном понимании и «потребительскую культуру», различия между которыми описал Д. А. Леонтьев. Потребительская культура как раз-таки и оказывает достаточное влияние на сам процесс смыслообразования. Культура в привычном ее понимании помогает человеку раскрыть реальные смыслы нашей жизни, тогда как массовая культура навязывает их нам, диктуя правильное направление нашей мысли. В данном контексте мы не определяем смысл самостоятельно, он «без объяснений спускается сверху».
Таким образом, потребительская культура является искусственной конструкцией, которая дает нам ответы без каких-либо вопросов, тогда как культура в общем ее понимании является сложной и естественной конструкцией, которая «связана с тканью живых смыслов».
То, как культура в целом влияет на образование смыслов можно сравнить с методом прайминга или предварения. Мы все существуем в некотором фоновом контексте, в которой включены наши действия. Именно благодаря ему наша текущая деятельность и приобретает специфический смысл, происходит установка неосознаваемых нами смысловых связей. Контекст претерпевает изменения и возникают новые структуры смыслообразования. В данном контексте мы можем говорить не только о культуре общества в целом, но также и о культуре отдельно взятой семьи, малой или большой социальной группы и т. д. Она придает нашим действиям смысл, задавая фоновый контекст их осуществления.
Смысл — это всегда нечто, включенное в единую смысловую систему, а механизмы порождения смысла — это контексты, с которыми человеку приходится в своей жизни сталкиваться. Именно благодаря контексту мы способны понять смысл чего-либо, а также соотнести это со своей жизнью, выстроив какое-либо к этому отношение.

## Механизмы смыслообразования

### Мотивационный механизм
Любой мотив может существовать только в конкретной мотивационной структуре, таким образом, он не может участвовать в смыслообразовании в отрыве от своего места в системе конкретной деятельности. Также само различение между двумя классами мотивов, а именно смыслообразующих мотивов и мотивов стимулов, связано не с наличием или отсутствием смыслообразующей функции, а с характером связи деятельности субъекта и реально существующими на данный момент потребностями.
Сам мотив, общая мотивационная установка, его побуждение задают основную направленность деятельности субъекта. Смыслообразующая функция мотива, в свою очередь, проявляется главным образом в обеспечении оперативного реагирования на изменения условий, которые происходят в течении деятельности, либо позволяет человеку реагировать на открывающиеся дополнительные возможности.
Следовательно, мотив в структуре деятельности выполняет две основные функции — это побуждение и смыслообразование, которые неразрывно связаны между собой. В контексте смысловой регуляции деятельности мотив является формирующейся в определенных ситуациях смысловой структурой, которая определяет систему смысловой регуляции деятельности, складывающуюся на его основе.

### Диспозиционный механизм
Диспозиции личности — это фиксированные в социальном опыте предрасположенности воспринимать и оценивать условия деятельности, а также действовать в этих условиях определенным образом. Диспозиционные структуры имеют смысловую природу и рассматриваются как поведенческий аспект личностных смыслов. Данный феномен говорит о том, что личность способна, основываясь на смысловом опыте, сохранять устойчивые отношения к явлениям и предметам, которые в какой-то момент ее жизни выступали значимыми и вызывали эмоциональную реакцию.
Диспозиции — это отношения, которые могут быть разной степени обобщенности. Это может быть выстроенное отношение к единичному объекту, к классам объектов. Существует отношение к части и отношение к целому, которые могут различаться: нам может нравится город в целом, но не нравятся некоторые его районы. Отношения к связанным между собой объектам могут быть различны, но они все равно оказывают друг на друга определенное влияние.
Когда человек сталкивается со значимыми предметами или явлениями в практической деятельности, он имеет дело с уже существующим к ним отношением, но в процессе взаимодействия эти отношения способны обогащаться, дифференцироваться и дополняться в связи с появлением новых смысловых связей, что приводит в одном случае к укреплению, а в другом к расшатыванию изначального отношения.
Актуальные мотивы — не единственный источник, диспозиции порождают новые смысловые установки и личностные смыслы. Данный процесс существует в виде своеобразного расширения отношений между объектами. Источниками смыслов выступают значимые объекты, отношения к которым закреплены в виде устойчивой смысловой диспозиции, а само смыслообразование, в таком случае, не связано с контекстом актуальной деятельности. Смысл объекта определяется некоторой «предубежденностью» по отношению к нему.
Отчетливое проявление диспозиционного механизма встречается в межличностных отношениях, особенно при возникновении межнациональных конфликтов. Представитель одной нации может иметь в глазах представителя другой нации смысл, который не определяется ролью первого в актуальной деятельности или реализации мотивов второго. Смыслообразующим фактором в таком случае выступает обобщенная смысловая диспозиция по отношению к нации в целом, смысл которой переносится на отдельного ее представителя.

### Атрибутный механизм
Атрибутивный механизм смыслообразования работает в том случае, когда объект или явление, не связанный с актуальными мотивами, с которым субъект сталкивается впервые, выступает носителем жизненного смысла и порождает соответствующие личностные смыслы, отклоняя протекание деятельности субъекта от направленности на реализацию актуальных мотивов. Источниками атрибутивного смыслообразования являются не ценности, а «индивидуально-специфические категориальные шкалы, служащие инструментом выделения, классификации и оценивания субъектом значимых характеристик объектов и явлений действительности».
Смыслообразующую функцию выполняют параметры оценивания места и роли объекта в жизнедеятельности субъекта. Такие параметры имеют вид внутренних «шкал», которые существуют неосознанно для субъекта, и с помощью них человек оценивает смысл явлений, объектов и выделяет их признаки, которые позволяют классифицировать и приписывать им определенное значение. Существует два вида категориальных шкал: предметные, которые описывают объекты на языке их признаков или ассоциирующихся признаков других объектов, и смысловые, описывающие объекты на языке оценок, которые отражают их отношение к жизнедеятельности субъекта.
Для обозначения таких шкал был введен термин «смысловой конструкт», который Д. А. Леонтьев определял как «устойчивую категориальную шкалу, представленную в психике субъекта на уровне глубинных структур образа мира, выражающую значимость для субъекта определенной характеристики (параметра) объектов и явлений действительности (или отдельного их класса), и выполняющую функцию дифференциации и оценки объектов, явлений по этому параметру, следствием которой выступает приписывание им соответствующего жизненного смысла». Как правило, в ситуации оценки смысла конкретного объекта, субъектом актуализируется ограниченный набор конструктов. Он определяется их общей значимостью безотносительно к конкретной сложившейся ситуации, а также спецификой ситуации и объекта оценивания.